# 前提
前提（ぜんてい、英語: premise）とは、ある物事が成り立つためにあらかじめ満たされていなければならない条件のことをいう。論理学・言語学では、いくつか異なった文脈で用いられる。

## 論理学における前提
前提 (premise) とは、推論の出発点となる命題のことをいい、結論の対義語である。アリストテレスの三段論法では、大前提 (major premise) に一般的な原理、小前提 (minor premise) に個別の事実を置き、そこから新たに導出される命題を結論と呼ぶ。
大前提：すべての人間は死すべきものである。
小前提：ソクラテスは人間である。
結論：ゆえにソクラテスは死すべきものである。

## 言語学における前提
言語学（意味論・語用論）において前提 (presupposition) とはある命題が適切に発話されるためにあらかじめ知られていなければならない命題のことである。訳語は同じであるが、上述の前提 (premise) とは全く別の概念である。たとえば、
彼は受験にまた失敗した。
という文は通常「彼が（以前にも）受験に失敗したことがある」ということが既知である文脈で用いられる。このようなとき「彼が受験に失敗したことがある」という命題は「彼は受験にまた失敗した」という命題の前提であるという。
この意味での前提の概念は定記述の解釈をめぐる論理学での論争に端を発する。
現在のフランス王は禿である。
バートランド・ラッセルはこの文について「現在のフランス王がただ一人存在し、かつそれが禿である」ときに真であるとした。フランスは現在共和制であり王は存在しないので、ラッセルの立場ではこの文は偽であることになる。これに対しピーター・フレデリック・ストローソンは、「フランス王が一人いる」という命題はこの文によって主張されていることの一部ではなく前提であり、前提が満たされていない時この文は真理値を持たないとした。
前提は命題の主張内容ではないので、文を否定文に変えても影響を受けない。この性質から、命題 P とその否定 ¬P がどちらもある命題 Q を含意するとき、Q は P の前提である、と定義することができる。たとえば、次の二つの文は通常どちらも「私は禁煙した」ことを含意しているので、「私は禁煙した」はこれらの命題の前提であることが分かる。
私は禁煙したことを後悔している。
私は禁煙したことを後悔していない。
これに対して、たとえば「彼は殺された」は「彼は死んだ」を含意するが、その否定「彼は殺されなかった」は「彼は死んだ」を含意しない。従って、「彼は死んだ」は「彼は殺された」が含意 (entail) する命題ではあるが、前提ではない。
含意は基本的に後で覆すことはできない。たとえば「彼は殺された。でも死んでいない」は（何らかのレトリカルな解釈を別とすれば）矛盾である。しかし前提は必ずしもそうでなく、「私は禁煙したことを後悔していない──だって禁煙なんかしていないから」のような言い方が可能である。この性質を指して、前提は取消可能 (defeasible) であるという。取消可能性を論理的にどう扱うかは大きな問題である。一つの可能性は、この場合に否定はメタ言語的に機能している（すなわち「私は禁煙したことを後悔している、と言うことはできない」ということを意味している）と考えることである。

### 前提トリガー
「彼は受験にまた失敗した」の「また」のように文に前提を生じさせる表現を前提トリガー (presupposition trigger) と呼ぶ。前提トリガーには以下のようなものが知られている。
- 定記述
  - 「現在のフランス王は禿である」→「現在、フランス王が一人存在する」
- 叙実動詞
  - 「私は禁煙したことを後悔している」→「私は禁煙した」
- 状態変化動詞
  - 「私は走るのをやめた」→「私は走っていた」
- 含意動詞
  - 「彼は鍵を閉めるのを忘れた」→「彼は鍵を閉めようとしていた（閉めるべきだった）」
- 反復
  - 「彼はまた受験に失敗した」→「彼は受験に失敗したことがある」
- 判断の動詞
  - 「彼女は太郎の行為を批判した」→「太郎の行為は悪い（と彼女が思っている）」
- 時間節
  - 「昨日寝る前に本を読んだ」→「昨日寝た」
- 分裂文
  - 「あいつを殺したのは俺じゃない」→「誰かがあいつを殺した」
- 強調された要素による暗黙の分裂文
  - 「違う、俺があいつを殺したんじゃない！」→「誰かがあいつを殺した」
- 比較・対照
  - 「田中は佐藤ほど優秀な学者ではない」→「田中は学者だ」
- 非制限関係節
  - 「かつてメキシコに栄えたアステカ文明は…」→「アステカ文明はかつてメキシコに栄えた」
- 反事実条件文
  - 「もし信長が本能寺で死んでいなかったとしたら、天下統一は彼によって成し遂げられていただろう」→「信長は本能寺で死んだ」
- 疑問文
  - 「誰が花瓶を壊したのですか？」→「誰かが花瓶を壊した」

### 前提投射
「うちの息子は優秀だ」は「うちには息子がいる」を前提とするが、「彼はうちの息子が優秀だと思っている」はそうではない（実際には息子はいないにもかかわらず、彼が勘違いしているという解釈が可能である）。このように、ある文がより複雑な文に埋め込まれたときに、前提が全体に引き継がれるかどうかという問題は前提投射 (presupposition projection) の問題と呼ばれ、そのメカニズムの解明が精力的に行われている。
ローリ・カートゥネンは、複文の中に埋め込んでも前提がそのまま引き継がれるような表現を穴 (hole) と呼んだ。たとえば「〜を後悔している」のような叙実動詞がこれにあたる。また、前提が引き継がれない表現を栓 (plug) と呼んだ。「〜と述べる」のような発話動詞がこれに該当する。さらに、条件文や接続語は前提が引き継がれる場合とそうでない場合とがあり、このような表現をフィルター (filter) と呼んだ。

### 前提調節
前提は基本的には発話がなされる前に話し手と聞き手のあいだに共有されていけなければならないものであるが、実際には必ずしもそうではない。たとえば「遅れてごめん、娘が熱を出してしまって」という発話は「話し手に娘がいる」という命題を前提にしているが、聞き手は仮にこの前提を知らなかったとしても、前提をその場で受け入れて、違和感なく発話を理解することができる。この現象を前提調節 (presupposition accommodation) という。
ソール・クリプキは前提には調節の可能なものと、そうでないものの2種類があることを指摘している。調節を許さない前提トリガーには「〜も」などがある。
太郎もいい成績だったよ。
このような表現は、太郎以外の誰かがいい成績であったということが、話し手・聞き手双方にとって先行文脈から明らかである時にしか用いられない。このように調節を許さない前提トリガーは照応的 (anaphoric) と呼ばれる。

## 注
1. ↑  Stephen C. Levinson. Pragmatics. 1983. （安井稔・奥田夏子訳『英語語用論』研究社出版、1990年）
2. ↑  Karttunen, Lauri. (1973) “Presuppositions of compound sentences.”Linguistic Inquiry 4: 169-193.
3. ↑  Kripke, Saul 1990, 'Presupposition and Anaphora: Remarks on the Formulation of the Projection Problem', manuscript, Princeton University.